# Islam u Eritreji
Islam u Eritreji prakticira od 36,5 % do 50 % stanovništa Eritreje. Sunitsko učenje prakticiraju gotovo svi muslimani, čak 99 %. Islam se na teritoriji Eritreje pojavio u 7. stoljeću, kada se u Abesiniju preselila grupa prvih muslimana, na nagovor osnivača islama, Muhameda. Pogansko pleme Kurejša iz Meke poslalo je izaslanike da bi ih vratili, ali ih je kralj Abesinije, Ashama ibn Abjar, odbio i odlučio da muslimani ostanu u njegovoj zemlji. Muslimani su dugo vremena živjeli s kršćanima u miru. Kasnije se islam u Eritreji proširio preko Otomanskog Carstva. Od onda etničke skupine poput naroda Tigrea (danas islam prakticira 99,5 % od 1,5 milijun pripadnika naroda Tigrea) masovno primaju islam. Tijekom vladavine kršćanina iz plemena Tigrea, Ivana IV. Etiopskog, tigreski muslimani nasilno su protjerani iz svojih domova, a utočište su našli u sjevernim dijelovima Eritreje, daleko izvan dosega etiopskih kršćana. 
Danas su muslimani većina u obalnim nizinama, kao i u zapadnim nizinama kod granice sa Sudanom. Većina muslimana pripada afro-azijskim zajednicama, posebno narodi kao što su: Tigre, Saho, Afari, Rašaida, Bedža i Bilen. Oko 5 % naroda Tigrinja također su muslimani, a oni su poznati kao Jeberti. Ipak, oni tvrde da nemaju iste korijene kao i kršćani iz naroda Tigrinja. 
Treba dodati da mnogi nilsko-saharci govore jezik muslimanskog naroda Nare, kao i neki pripadnici naroda Kuname.
Inače, ne treba mješati Tigre i Tigrinje, koji su također pozanti kao Tigre narod.
| Etnička grupa s muslimanskom većinom | Regije                              | Broj stanovnika | Postotaka od ukupog stanovništva Eritreje | Muslimansko stanovništvo u narodu u postotcima |
| ------------------------------------ | ----------------------------------- | --------------- | ----------------------------------------- | ---------------------------------------------- |
| Tigre (narod)                        | Gash-Barka, Anseba, Maekel          | 1,630.720       | 28 %                                      | 90 %                                           |
| Saho                                 | Sjeverna crvenomorska regija, Debub | 232.960         | 4 %                                       | 93 %                                           |
| Afari                                | Južna crvenomorska regija           | 116.480         | 3 %                                       | 98 %                                           |
| Nara                                 | Gash-Barka                          | 58.240          | 1 %                                       | 85 %                                           |
| Bedža                                | Gash-Barka, Anseba                  | 58.240          | 1 %                                       | 98 %                                           |
| Rašaida                              | Sjeverna crvenomorska regija        | 58.240          | 1 %                                       | 99,9 %                                         |

Osim toga, muslimani čine značajan broj u svim eritrejskim plemenima i narodima koji su uglavnom kršćani. Naime, to su Tigrinje, Bilen i Kunama. Oko 47 % bilenskih pristalica su muslimani, dok je taj broj kod Kunama naroda 23 %. Muslimana najmanje ima u najvećoj eritrejskoj etničkoj skupini, Tigrinjama. Samo 5% pripadnika plemena Tigrinja su muslimani. 